# Gheorghievsk
Gheorghievsk (ru. Георгиевск) este un oraș din Regiunea Stavropol, Federația Rusă și are o populație de 70.575 locuitori.
1. ↑  Q26883285, accesat în 23 octombrie 2016